# John Baudraz
John Baudraz, né le 28 mai 1891 à Agiez (district d’Orbe, canton de Vaud) et mort le 4 avril 1968 à Orbe, est un instituteur suisse connu pour son objection de conscience durant la Première Guerre mondiale.

## Biographie
John Baudraz naît à Agiez, village agricole et viticole vaudois, où se trouvait à l’époque de sa jeunesse une importante carrière de pierre de taille (fermée en 1914). Le père Charles Baudraz est agriculteur, il assume aussi les fonctions de secrétaire communal (au législatif puis à l’exécutif), puis de syndic (maire) du village en 1878-1881 et 1897-1904. La famille habite dans le « château », une maison forte achetée en 1826 par Siméon Baudraz. John est le 7e de 11 enfants dont huit deviendront adultes.

Maison de naissance à Agiez.

La famille est très pieuse, elle est membre de l’Église libre vaudoise (mouvement indépendant de l’État, séparé de l’« église nationale », avec une forte implication des laïcs, 1847-1966).
De 16 a 20 ans, John Baudraz suit les cours de l’École normale à Lausanne et devient ainsi instituteur. Il reprend en 1910 la classe de son frère Henri à Lucens, après avoir fait son « école de recrues » durant l’été (service militaire). À la suite de ses démêlés avec l’institution militaire, il enseigne dès novembre 1915 à l’école privée de l’Église libre à Missy. Il est réintégré dans le système officiel en 1922 (avec le soutien du futur conseiller national Louis-Samuel Roulet), à l’école primaire de Missy, où il enseigne jusqu’à sa retraite en 1954. Il vit ensuite et jusqu’à sa mort en 1968 à Orbe.
Pendant ses études à l’École normale de Lausanne, John Baudraz participe à un voyage d’étude en Lorraine. Il a 19 ans et son groupe visite Gravelotte, lieu de combats meurtriers en août 1870 durant la guerre franco-prussienne (bataille de Gravelotte). Les témoignages qu’il entend le frappent : la haine persiste après 40 ans chez les survivants et des anciens affirment préférer rester allemands plutôt que de devoir vivre une nouvelle guerre pour retrouver leur nationalité française,.
John Baudraz épouse en 1913 l’institutrice Suzanne Estoppey (1889-1984) de Granges sous Trey, elle-même issue d’une fratrie de 13 enfants. Ils vivent à Lucens puis à Missy et ont quatre enfants. Le fils aîné, Francis Baudraz né en 1914, devient pasteur de l’Église libre en 1939.

## Objection de conscience

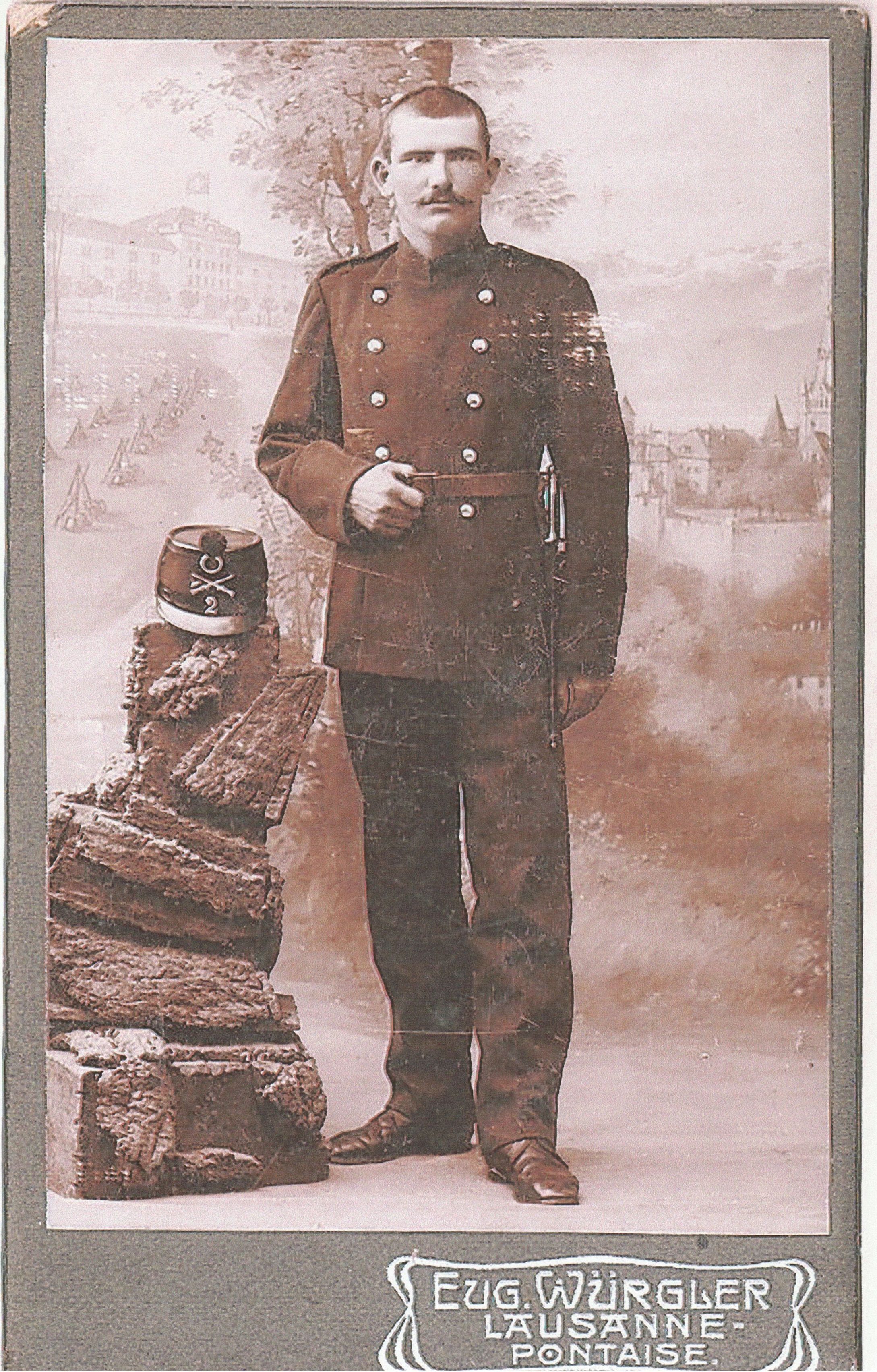
John Baudraz jeune soldat.

Après son école de recrues, John Baudraz effectue ses cours de répétition en 1911, 1912 et 1913, non sans se demander « fréquemment quel était son véritable devoir : être soldat ou refuser de l’être ». Par ailleurs, il a très bonne réputation, il mène une vie réglée et il est respecté dans sa commune.
Il témoigne de ses scrupules lors de la mobilisation générale en 1914 et au moment de l’assermentation : « étant dans le doute je ne dis rien, mais l’entraînement me fit lever mollement la main ». Il se sent parfois « d’ardeur belliqueuse », entraîné dans le mouvement général, et à d'autres moments il est « comme saisi par la haute morale de l’Évangile », et comprend que l’ennemi à combattre est au-dedans de soi. En novembre, il avertit son capitaine qu’il refuse de servir plus longtemps. C’est l’aumônier qui parvient finalement à le faire renoncer à son objection. En mars 1915, la compagnie de John Baudraz est démobilisée, il retrouve sa femme et leur jeune fils ainsi que ses élèves de Lucens. Il est travaillé par ses convictions, mais se trouve bien seul. C’est alors qu’il lit un article sur les idées de Tolstoï, entend lors d’une conférence un pasteur critiquer les idées reçues, lit une étude sur les quakers, et rencontre des personnes qui partagent ses idées : il décide alors de refuser de continuer à porter les armes.
En juin 1915, il annonce son refus de servir et est emprisonné à Morges. On l’envoie ensuite en observation à l’asile psychiatrique de Cery durant un mois. La conclusion du docteur Henri Preisig, alors sous-directeur de l’asile, est que John Baudraz n’est pas un malade mental. Le psychiatre ajoute ceci : « Quant à la valeur de ses idées, jugées au point de vue de sa santé mentale, on ne peut pas y trouver de caractère pathologique. Ces idées procèdent de préceptes de la religion chrétienne. (…) Sa logique est aussi correcte que celle de la plupart des gens normaux. Du reste les exemples sont nombreux de ceux qui, partant des mêmes principes, sont arrivés aux mêmes conclusions, tels les quakers et autres sectes. (…) Devant le conflit entre ses principes religieux et ses devoirs de citoyen, J.B. a réfléchi et hésité longtemps. Mais estimant devoir obéir aux préceptes de sa religion plutôt qu’aux lois de son pays – ce qui est de nouveau conforme aux enseignements de la Bible – il trouve des arguments qui diminuent à ses yeux la valeur du patriotisme, de l’indépendance nationale. C’est très psychologique et c’est normal ».
Le tribunal militaire condamne John Baudraz à quatre mois d’emprisonnement et à la privation des droits civiques pour un an. Le père de John Baudraz adresse une supplique au général Wille, lequel la transmet à l’auditeur en chef, qui propose que Baudraz soit transféré dans les troupes sanitaires – mais celui-ci refuse toute forme de service dans l’armée. Il distribue à quelques dizaines de connaissances un texte intitulé « Réfractaire » où il explique sa position en reprenant et étendant un premier argumentaire rédigé à l’intention des médecins durant son internement à Cery. Il démissionne de son poste d’instituteur, à la demande du Département de l’instruction publique.
À la suite d’un nouvel ordre de marche en mai 1916, John Baudraz réitère son refus d’obéir. Le tribunal militaire le condamne le 19 juillet 1916 à cinq mois d’emprisonnement et à la privation des droits politiques pendant deux ans, mais il ne prononce toujours pas l’exclusion de l’armée. Le tribunal considère Baudraz comme un « illuminé ». Le général Wille accorde sa grâce concernant l’emprisonnement quatre jours après le procès. La hiérarchie tente de trouver une solution pour exclure Baudraz de l’armée et éviter ainsi une plus grande publicité autour de son cas. Le conseiller fédéral Camille Decoppet s’oppose à l’artifice juridique qu’on lui propose et suggère que Baudraz soit déclaré inapte. La Commission de visite sanitaire déclare Baudraz inapte pour « neurasthénie grave ».
John Baudraz distribue à nouveau son argumentaire, avec un titre modifié : « Expérience religieuse relative au service militaire ». Il interdit toute reproduction ou citation de cette brochure, et ne deviendra pas un militant pacifiste.

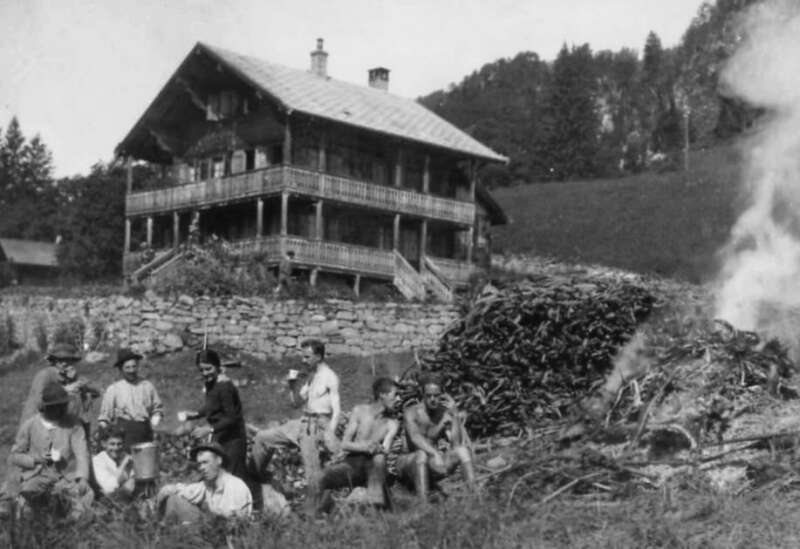
Chantier du SCI aux Ormonts en 1924.

Il entretient une correspondance avec le pasteur socialiste neuchâtelois Jules Humbert-Droz en 1916-1917, car celui-ci a aussi fait acte d’objection de conscience en 1916,. Mais l’un base son objection uniquement sur son éducation religieuse, l’autre revendique une action politique ; Baudraz accepte de payer la taxe militaire, Humbert-Droz s’y refuse. John Baudraz se sent plus proche des pacifistes idéalistes que sont Hélène Monastier et Pierre Ceresole, il est l’un des premiers participants aux chantiers du Service civil international et est même à l’origine du chant « L'Amitié » qui deviendra le ralliement des volontaires jusque dans les années 1960,. 
| « L'Amitié » |
| Toi qui fais de nos misères Disparaître la moitié Viens nous faire vivre en frères, Charme pur de l'Amitié. (...) |

## Réactions
Lors du premier refus de John Baudraz en novembre 1914, sa famille a témoigné son « ahurissement » et l'a supplié de renoncer. Mais en 1915, après son nouveau refus et son emprisonnement, elle ne le rejette pas et le soutient même en intervenant auprès du général Wille et en aidant pratiquement le couple et leur bébé. Maurice Vuilleumier, un pasteur ami, lui apporte son soutien : il parvient à convaincre l'avocat genevois Albert Picot de le défendre devant la justice militaire lors du second procès. Avec trois autres pasteurs, il signe une déclaration qui est publiée dans la Gazette de Lausanne et qui affirme que l’attitude de Baudraz est « conforme à l’esprit de l’Évangile tel que nous le comprenons ».
L’avocat et capitaine Albert Picot (futur conseiller d’État genevois) croit « fermement qu’il est possible dans notre pays libre et démocratique qu’un officier puisse rendre hommage à la noblesse d’âme et à la conscience d’un homme comme Baudraz ». Picot s’engage plus avant en publiant sa plaidoirie dans la Revue de théologie et de philosophie (septembre-octobre 1916) sous le titre « La conscience chrétienne et l’armée », et dans un second article sur « Le service civil » publié après la guerre dans La semaine littéraire (Lausanne, 1923).
John Baudraz est l’un des tout premiers objecteurs pendant la Première Guerre mondiale, qui compte au total une cinquantaine de cas de réfractaires. Le refus de John Baudraz est d’abord passé presque inaperçu, puis un long article de la Neue Zürcher Zeitung du 3 septembre 1915 suivi d’un débat provoque la mention du procès dans une quarantaine de journaux en Suisse. Presque tous les articles et prises de position de lecteurs s’opposent au refus de servir. Le journal des instituteurs vaudois et celui de l’Église libre vaudoise ne font pas exception. Il se trouve cependant des pasteurs argoviens pour signer une déclaration de soutien au principe d’obéissance à l’Évangile, placé au-dessus des lois humaines. À la suite du procès de 1916, environ 80 journaux suisses informent sur le procès en approuvant le jugement ou sans autres commentaires.
Pierre Ceresole devient aussi un objecteur de conscience en refusant de payer la taxe militaire (impôt auquel sont astreints en Suisse les hommes qui ne font pas de service militaire). C'est pour lui un acte de protestation et de solidarité avec John Baudraz : il désire prendre place en prison à côté de celui qui a été condamné pour avoir obéi « à la religion que l’État lui a fait enseigner ».
Romain Rolland, dans une lettre de juin 1916, affirme que les adeptes de Tolstoï se développent en Suisse. « Un procès a fait du bruit, l’an passé : celui de l’instituteur romand, John Baudraz. Il a publié sa Confession, en une petite brochure for remarquable, qui n’est pas dans le commerce ; elle est intitulée : « Réfractaire », et on la jugerait écrite pas Tolstoy ».
La question du traitement des réfractaires est débattue par des officiers supérieurs dès 1915. L’auditeur en chef relève même qu’il y a quelque chose de choquant à juger et condamner à nouveau à chaque mobilisation un homme « qui entre en conflit avec la loi pour des motifs honorables encore que déraisonnables », et qu’il soit finalement puni plus sévèrement que celui qui commet un crime grave. Le général Wille était favorable à un service civil (un projet transmis au Conseil fédéral resta sans suite).
Dans un article paru dans la Revue historique vaudoise, Benjamin Baudraz (neveu de John) conclu que « John Baudraz sut convaincre ses supérieurs, ses médecins et ses juges de la profondeur de ses convictions, de l’honorabilité et de la sincérité de ses motifs », et que la notion de grave conflit de conscience « dominera la définition de l’objection de conscience en jurisprudence militaire jusqu’à la fin des années 1980 ».

## Œuvres

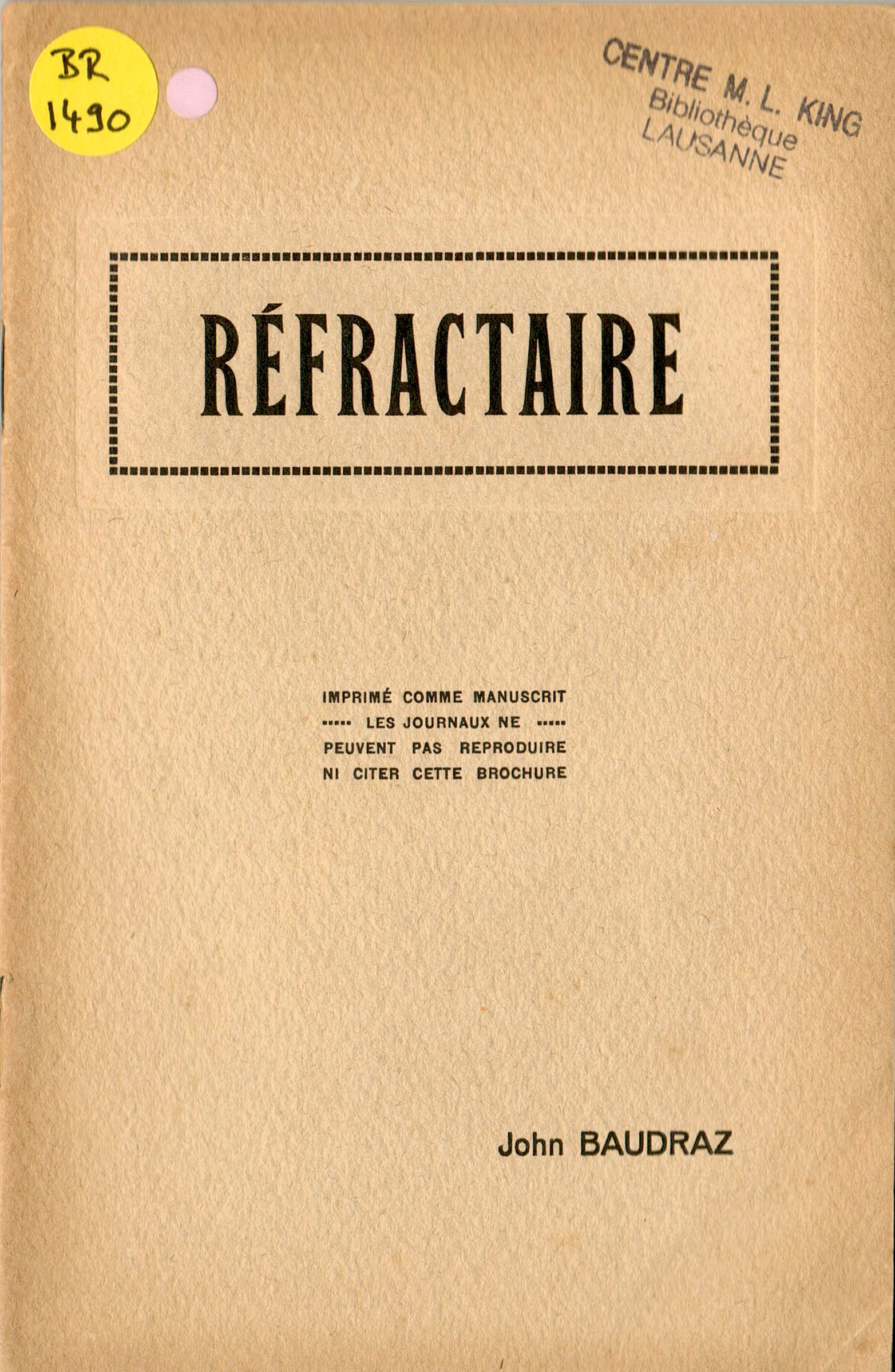
Réfractaire, 1916.

- John Baudraz, Réfractaire : (Imprimé comme manuscrit), [Chez l'auteur], 1916, 24 p.
- John Baudraz, Expérience religieuse relative au service militaire, Missy, [Chez l'auteur], 1917, 19 p. – Texte identique au précédent, seul le titre est modifié.

### Archives
- Sous-série : John Baudraz (1915-1920) [2 dossiers, 13 enveloppes, 2 pièces physiques]. Fonds : Vuilleumier (Maurice); Série : Objection de conscience: de quelques affaires; Cote : PP 354/1-16. Chavannes-près-Renens : Archives cantonales vaudoises (présentation en ligne).